# Gifu

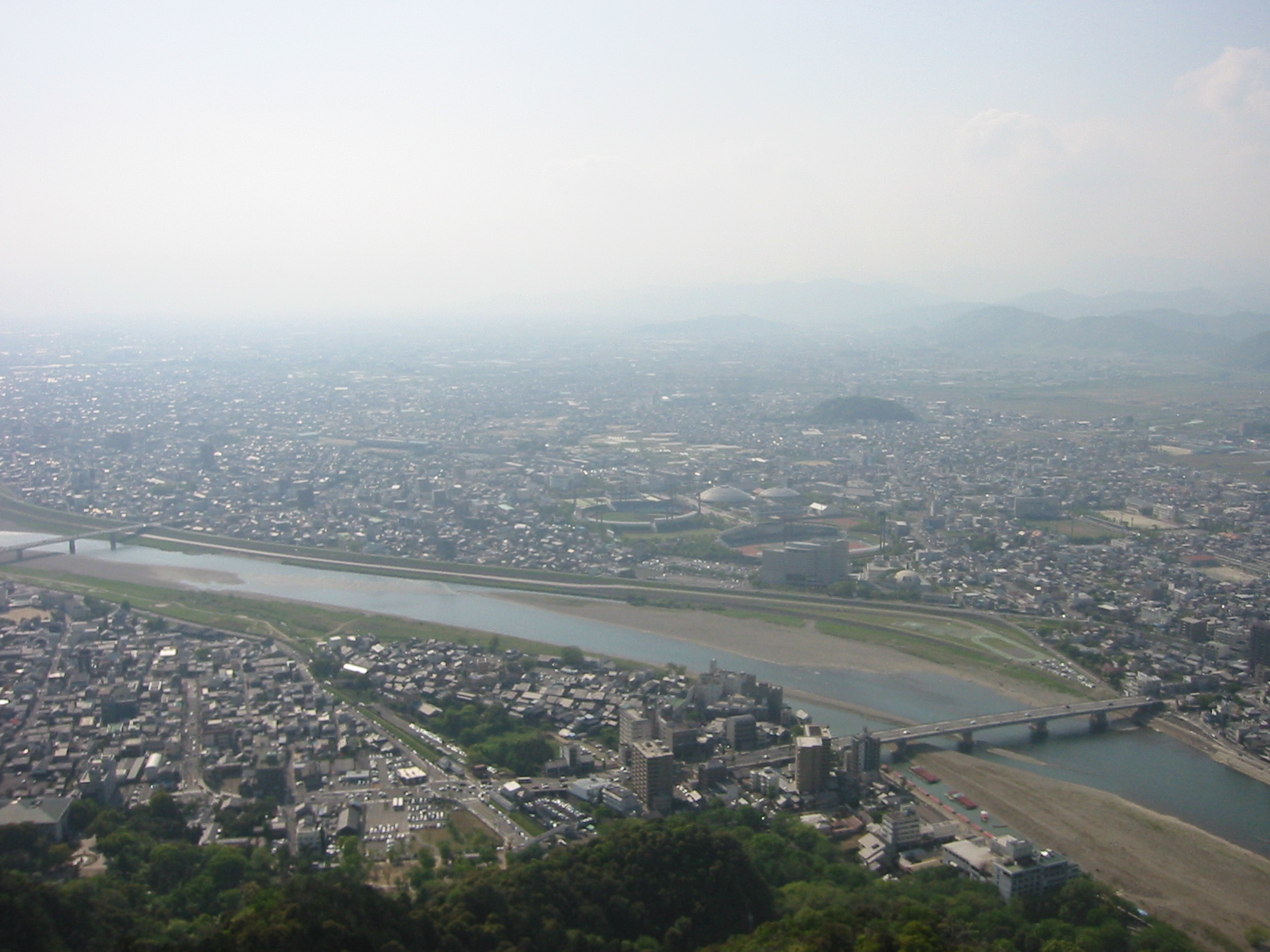
Vista panoràmica de Gifu.

Gifu (岐阜 市) és la ciutat capital de la prefectura de Gifu, a la regió de Chūbu, al centre del Japó. Té una àrea de 202,89 km² i una població de 423.449 habitants.

## Història
El nom de la ciutat va ser donat en l'era Sengoku per Oda Nobunaga, que governava gran part del Japó en el segle xvi, anteriorment la localitat es deia Inokuchi. Va viure al castell de Gifu per nou anys i el va usar com a base per unificar el país.
Va ser un gran centre industrial a la Segona Guerra Mundial, i incloïa una fàbrica al centre de la ciutat que feia parts d'avions, per tant la ciutat va ser objectiu de constants bombardejos per la Força Aèria dels Estats Units, destacant el bombardeig del 9 juliol 1945, on gairebé la ciutat va ser destruïda i van morir 900 persones. Posterior a la guerra la ciutat es va recuperar i es va poder restablir la indústria i la manufactura a la ciutat.

## Ciutats germanes
- Campinas, estat de São Paulo, Brasil (1982)
- Cincinnati, Ohio, Estats Units (1988)
- Florència, Itàlia (1978)
- Hangzhou, Zhejian, Xina (1979)
- Meidling, Viena, Àustria (1994)
- Mérida (Veneçuela)

## Persones il·lustres
- Aki Shimazaki